# Рокказекка
Рокказекка (італ. Roccasecca) — муніципалітет в Італії, у регіоні Лаціо,  провінція Фрозіноне.
Рокказекка розташована на відстані близько 110 км на схід від Рима, 28 км на схід від Фрозіноне.

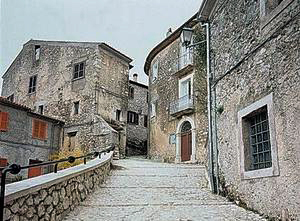

Населення — 7423 особи (2014).

## Демографія
Населення за роками:

Станом на 1 січня 2023 року в муніципалітеті офіційно проживало 213 іноземців з 45 країн, серед них 75 громадян країн Євросоюзу та 13 громадян України.

## Сусідні муніципалітети
- Кастрочієло
- Кольфеліче
- Колле-Сан-Маньо
- Понтекорво
- Рокка-д'Арче
- Сан-Джованні-Інкарико
- Сантопадре